# Antal Ligeti

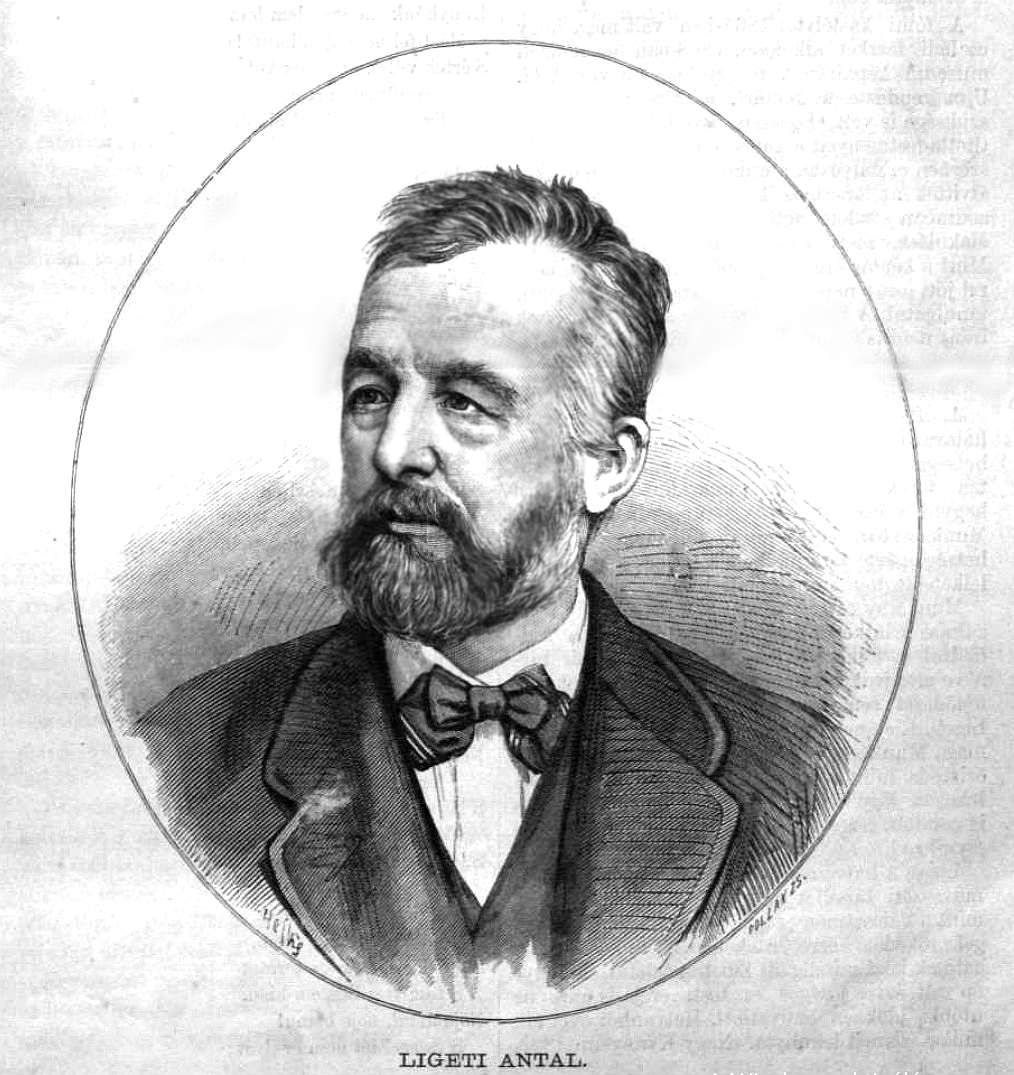
Antal Ligeti (Illustration aus Vasárnapi Ujság von Zsigmond Pollák 1883)

Antal Ligeti (* 10. Januar 1823 in Nagykároly; † 5. Januar 1890 in Budapest) war ein ungarischer Landschaftsmaler.

## Leben
Ligeti war anfangs Kaufmann, ging aber 1845 zu seiner Ausbildung als Künstler nach Italien, wo er sich an den Landschaftsmaler Károly Markó in Florenz anschloss, und kehrte 1848 zurück.
Auf Kosten des Grafen Stephan Károlyi unternahm Ligeti 1855 eine mehrjährige Studienreise nach Ägypten, Palästina, dem Libanon, Damaskus, Zypern, Rhodos, den griechischen Inseln, Malta, Sizilien.
Er ließ sich 1861 in Pest nieder, wo er Kustos an der Gemäldegalerie war.

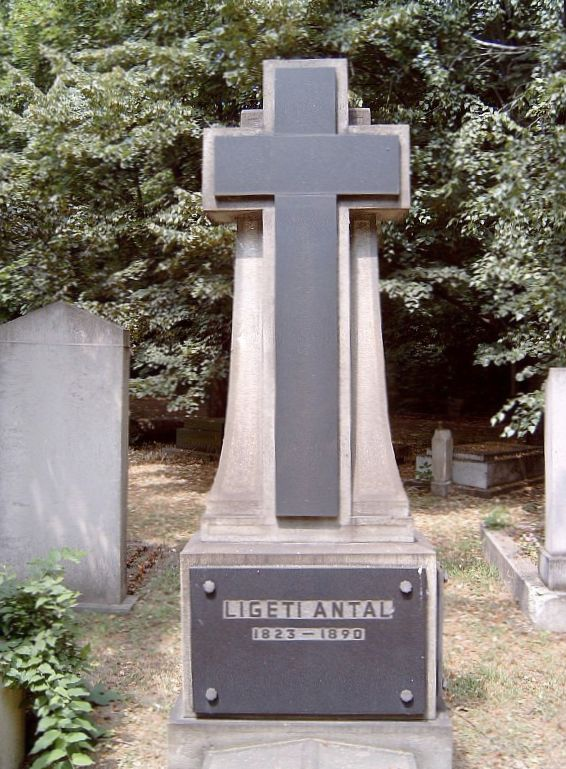
Grabstätte Ligetis in Budapest

## Werke (Auswahl)
Von seinen Landschaftsgemälden sind hervorzuheben:
- Taormina
- Girgenti
- Zedernwald
- Budapest
- Die Wüste Sahara
- Visegrud
- Der Neusiedler See
- Bethlehem
- Nazareth
- Alte Gräber im Libanon
- Kloster Mar Saba im Thal Kidron

## Galerie

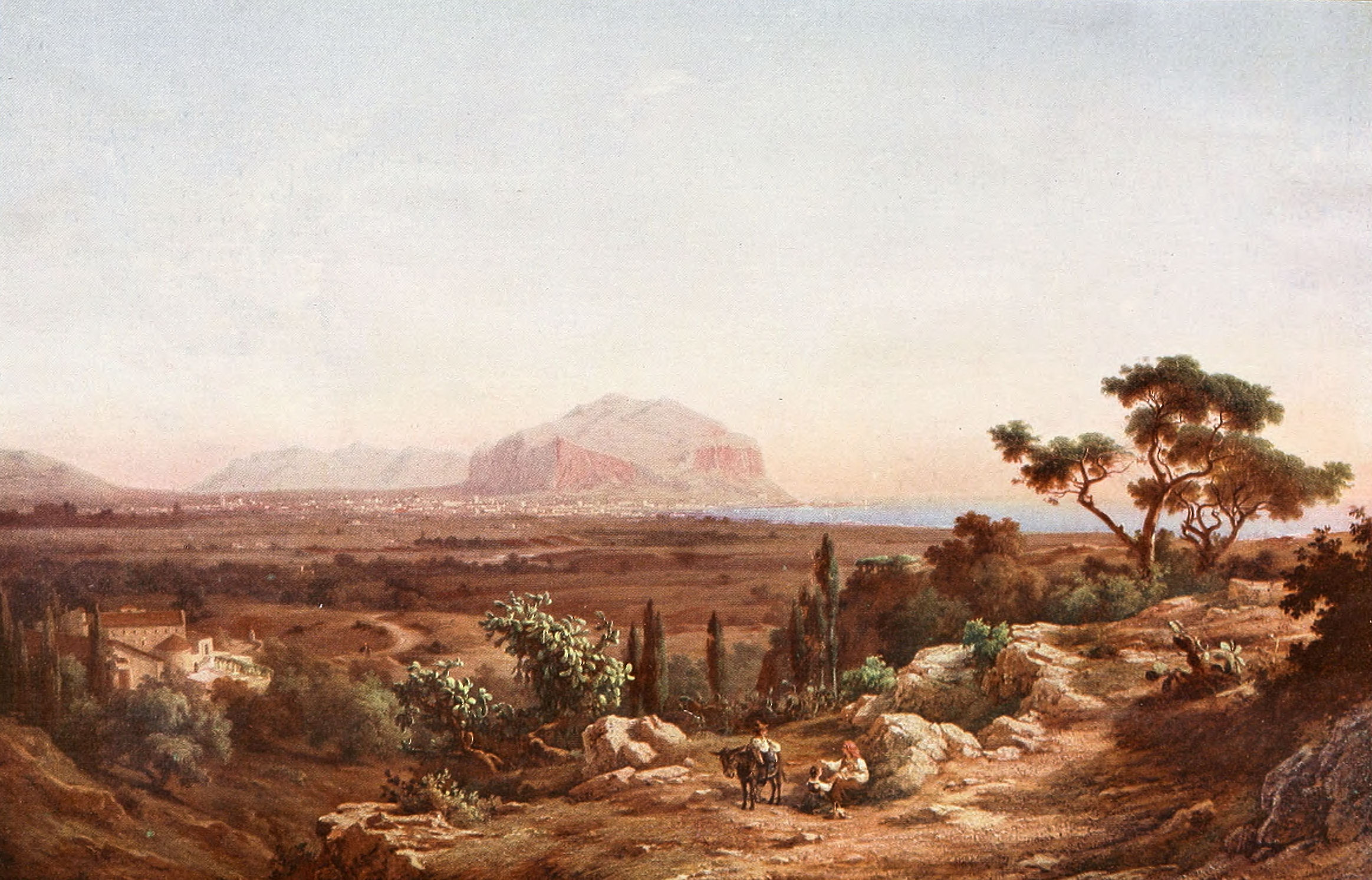
Palermo
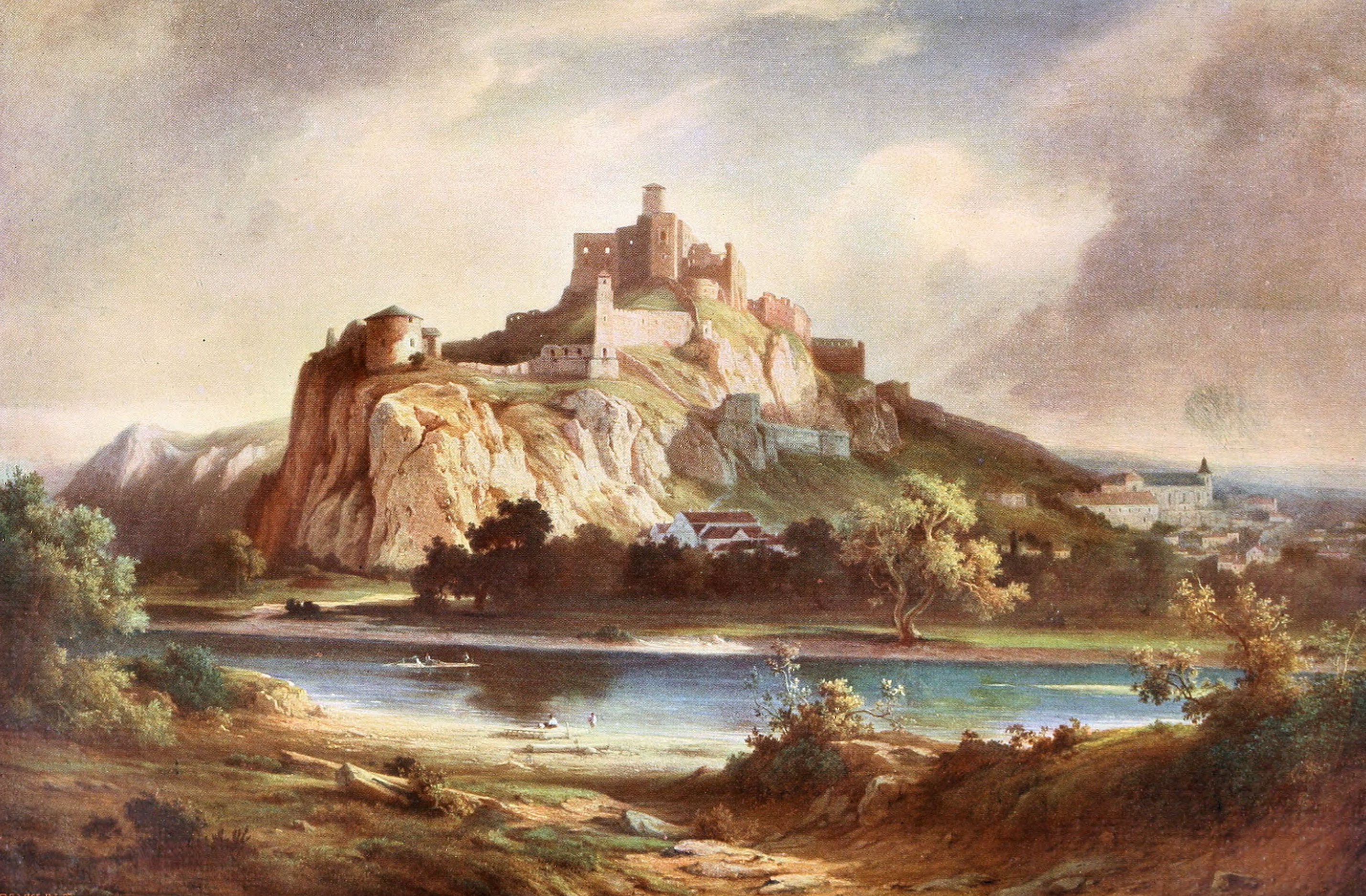
Burg von Trencsény
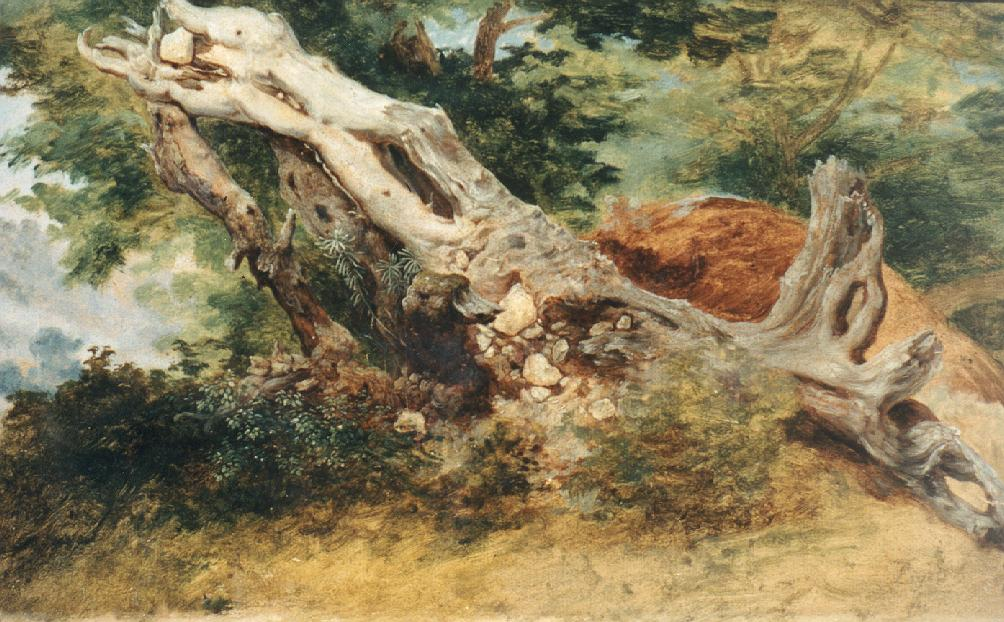
Alter Baumstamm

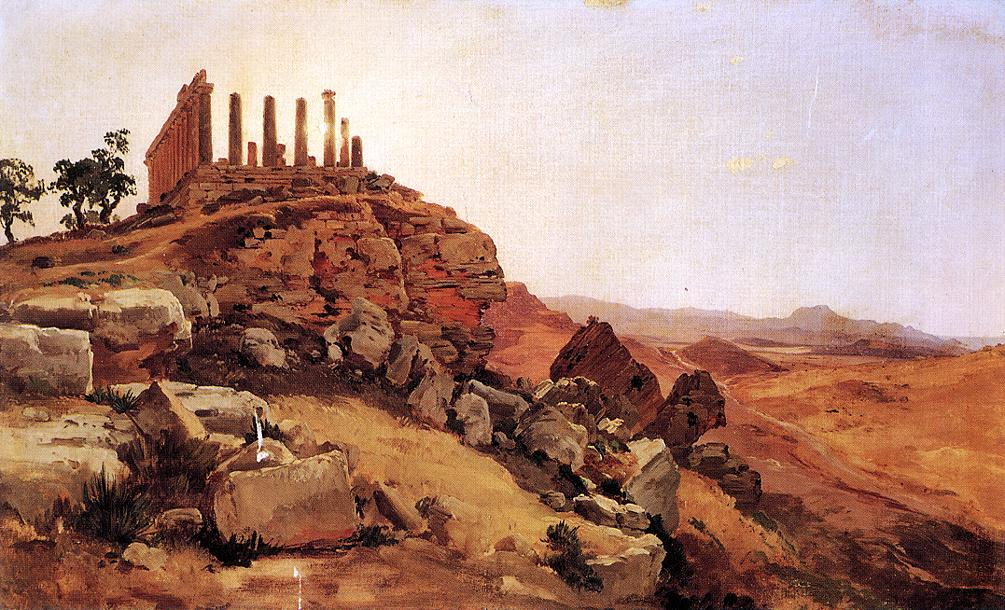
Der Tempel der Juno in Agrigen
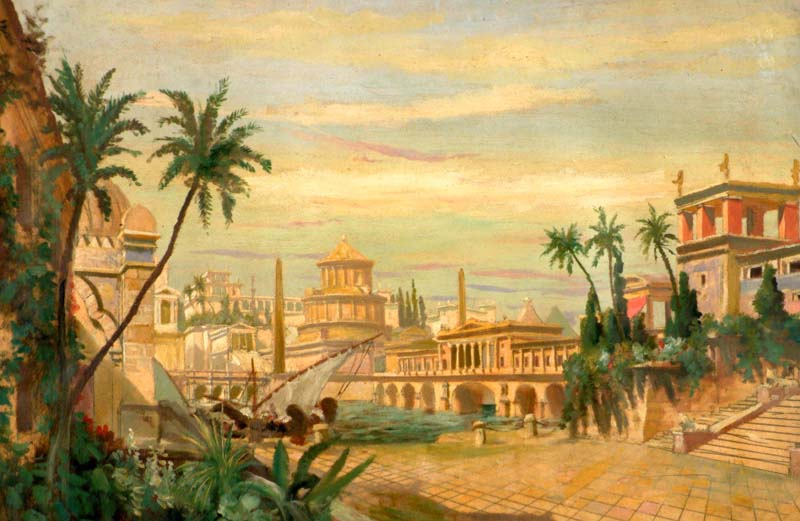
Küstenstadt
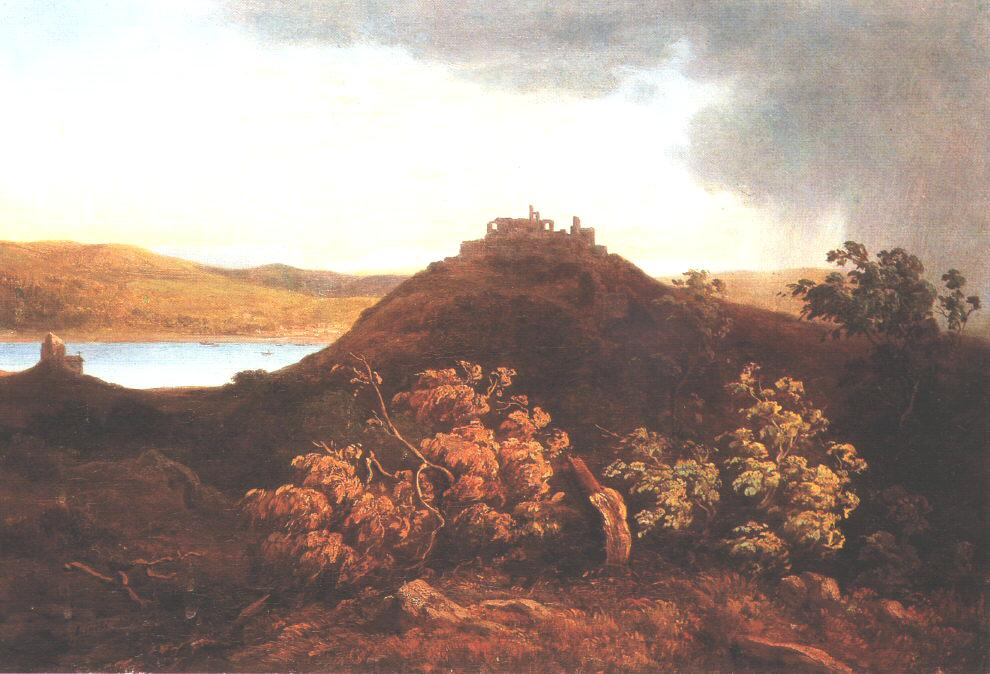
Visegrád